# Горенє Каменце
Горенє Каменце (словен. Gorenje Kamence) — поселення в общині Ново Место, регіон Південно-Східна Словенія, Словенія. Висота над рівнем моря: 217,9 м.